# گروسنبروده
گروسنبروده (به آلمانی: Großenbrode) یک شهر در آلمان است که در استهلشتاین واقع شده‌است. گروسنبروده ۲٬۲۱۳ نفر جمعیت دارد.